# María Marcos Cedillo Salas
María Marcos Cedillo Salas (Palomas, Cd. del Maíz, San Luis Potosí, 26 de abril de 1900 - 6 de junio de 1933) fue la primera mujer piloto de México.

## Biografía
Nació en Rancho Palomas, el 26 de abril de 1900 en el municipio Ciudad de Maíz. Ingresó a la primera Escuela Civil de Aviación en San Luis Potosí, fundada por Saturnino Cedillo. Piloteba un avión biplano 549K, al que llamó "Ángel del Infierno".
Falleció el 6 de junio de 1933 al estrellarse en la loma Los Valentinos, mientras realizaba acrobacias en el aire acompañada de José Ramírez. Sus restos se encuentran en el Panteón del Saucito.